# Эллис (округ, Оклахома)
Округ Эллис (англ. Ellis County) располагается в штате Оклахома, США. Официально образован в 1907 году. По состоянию на 2012 год, численность населения составляла 4104 человека.

## География
По данным Бюро переписи США, общая площадь округа равняется 3190,883 км2, из которых 3190,883 км2 суша и 1,036 км2 или 0,030 % это водоёмы.

## Население
По данным переписи населения 2000 года в округе проживает 4 075 жителей в составе 1 769 домашних хозяйств и 1 218 семей. Плотность населения составляет 1,00 человек на км2. На территории округа насчитывается 2 146 жилых строений, при плотности застройки около 1,00-го строения на км2. Расовый состав населения: белые — 96,29 %, афроамериканцы — 0,05 %, коренные американцы (индейцы) — 1,20 %, азиаты — 0,10 %, гавайцы — 0,00 %, представители других рас — 0,74 %, представители двух или более рас — 1,62 %. Испаноязычные составляли 2,60 % населения независимо от расы.
В составе 25,30 % из общего числа домашних хозяйств проживают дети в возрасте до 18 лет, 59,90 % домашних хозяйств представляют собой супружеские пары проживающие вместе, 6,00 % домашних хозяйств представляют собой одиноких женщин без супруга, 31,10 % домашних хозяйств не имеют отношения к семьям, 29,20 % домашних хозяйств состоят из одного человека, 15,70 % домашних хозяйств состоят из престарелых (65 лет и старше), проживающих в одиночестве. Средний размер домашнего хозяйства составляет 2,27 человека, и средний размер семьи 2,79 человека.
Возрастной состав округа: 21,80 % моложе 18 лет, 6,00 % от 18 до 24, 21,60 % от 25 до 44, 28,60 % от 45 до 64 и 28,60 % от 65 и старше. Средний возраст жителя округа 45 лет. На каждые 100 женщин приходится 97,70 мужчин. На каждые 100 женщин старше 18 лет приходится 95,10 мужчин.
Средний доход на домохозяйство в округе составлял 27 951 USD, на семью — 33 750 USD. Среднестатистический заработок мужчины был 27 237 USD против 17 772 USD для женщины. Доход на душу населения составлял 16 472 USD. Около 9,20 % семей и 12,50 % общего населения находились ниже черты бедности, в том числе — 19,50 % молодёжи (тех, кому ещё не исполнилось 18 лет) и 10,00 % тех, кому было уже больше 65 лет.